# Squadra della stagione della UEFA Conference League
La Squadra della stagione della UEFA Conference League è un riconoscimento annuale, istituito alla fine dell'edizione inaugurale, che viene assegnato dalla UEFA, l'organo amministrativo, organizzativo e di controllo del calcio europeo.

## Albo d'oro
Stagione 2021-2022 

| Ruolo | Naz.                   | Giocatore             | Squadra             |
| ----- | ---------------------- | --------------------- | ------------------- |
| P     | Portogallo (bandiera)  | Rui Patrício          | Roma                |
| D     | Paesi Bassi (bandiera) | Lutsharel Geertruida  | Feyenoord           |
| D     | Inghilterra (bandiera) | Chris Smalling        | Roma                |
| D     | Austria (bandiera)     | Gernot Trauner        | Feyenoord           |
| D     | Paesi Bassi (bandiera) | Tyrell Malacia        | Feyenoord           |
| C     | Italia (bandiera)      | Lorenzo Pellegrini    | Roma                |
| C     | Francia (bandiera)     | Dimitri Payet         | Olympique Marsiglia |
| C     | Inghilterra (bandiera) | Kiernan Dewsbury-Hall | Leicester City      |
| C     | Colombia (bandiera)    | Luis Sinisterra       | Feyenoord           |
| A     | Inghilterra (bandiera) | Tammy Abraham         | Roma                |
| A     | Nigeria (bandiera)     | Cyriel Dessers        | Feyenoord           |

 Stagione 2022-2023 

| Ruolo | Naz.                   | Giocatore         | Squadra      |
| ----- | ---------------------- | ----------------- | ------------ |
| P     | Francia (bandiera)     | Alphonse Areola   | West Ham Utd |
| D     | Svizzera (bandiera)    | Dan Ndoye         | Basilea      |
| D     | Serbia (bandiera)      | Nikola Milenković | Fiorentina   |
| D     | Marocco (bandiera)     | Nayef Aguerd      | West Ham Utd |
| D     | Italia (bandiera)      | Cristiano Biraghi | Fiorentina   |
| C     | Francia (bandiera)     | Andy Diouf        | Basilea      |
| C     | Brasile (bandiera)     | Lucas Paquetá     | West Ham Utd |
| C     | Inghilterra (bandiera) | Declan Rice       | West Ham Utd |
| A     | Argentina (bandiera)   | Nicolás González  | Fiorentina   |
| A     | Giamaica (bandiera)    | Michail Antonio   | West Ham Utd |
| A     | Inghilterra (bandiera) | Jarrod Bowen      | West Ham Utd |

 Stagione 2023-2024 

| Ruolo | Naz.                  | Giocatore          | Squadra        |
| ----- | --------------------- | ------------------ | -------------- |
| P     | Italia (bandiera)     | Pietro Terracciano | Fiorentina     |
| D     | Brasile (bandiera)    | Dodô               | Fiorentina     |
| D     | Rep. Ceca (bandiera)  | Robin Hranáč       | Viktoria Plzeň |
| D     | Angola (bandiera)     | David Carmo        | Olympiacos     |
| D     | Italia (bandiera)     | Cristiano Biraghi  | Fiorentina     |
| C     | Belgio (bandiera)     | Hans Vanaken       | Club Bruges    |
| C     | Grecia (bandiera)     | Kōstas Fortounīs   | Olympiacos     |
| C     | Scozia (bandiera)     | John McGinn        | Aston Villa    |
| A     | Giamaica (bandiera)   | Leon Bailey        | Aston Villa    |
| A     | Marocco (bandiera)    | Ayoub El Kaabi     | Olympiacos     |
| A     | Portogallo (bandiera) | Daniel Podence     | Olympiacos     |

 Stagione 2024-2025 
| Ruolo | Naz.                   | Giocatore        | Squadra     |
| ----- | ---------------------- | ---------------- | ----------- |
| P     | Danimarca (bandiera)   | Filip Jørgensen  | Chelsea     |
| D     | Senegal (bandiera)     | Youssouf Sabaly  | Betis       |
| D     | Inghilterra (bandiera) | Tosin Adarabioyo | Chelsea     |
| D     | Brasile (bandiera)     | Natan            | Betis       |
| D     | Germania (bandiera)    | Robin Gosens     | Fiorentina  |
| C     | Slovenia (bandiera)    | Svit Sešlar      | Celje       |
| C     | Spagna (bandiera)      | Isco             | Betis       |
| C     | Argentina (bandiera)   | Enzo Fernández   | Chelsea     |
| A     | Inghilterra (bandiera) | Cole Palmer      | Chelsea     |
| A     | Angola (bandiera)      | Afimico Pululu   | Jagiellonia |
| A     | Norvegia (bandiera)    | Tokmac Nguen     | Djurgården  |

## Classifiche

### Classifiche per club
| Club                | Premi |
| ------------------- | ----- |
| Fiorentina          | 7     |
| West Ham Utd        | 6     |
| Feyenoord           | 5     |
| Roma                | 4     |
| Olympiacos          | 4     |
| Chelsea             | 4     |
| Betis               | 3     |
| Basilea             | 2     |
| Aston Villa         | 2     |
| Leicester City      | 1     |
| Olympique Marsiglia | 1     |
| Club Bruges         | 1     |
| Viktoria Plzeň      | 1     |
| Celje               | 1     |
| Jagiellonia         | 1     |
| Djurgården          | 1     |

### Classifica per nazionalità del club
| Nazione     | Premi | Squadre premiate                                                   |
| ----------- | ----- | ------------------------------------------------------------------ |
| Inghilterra | 13    | West Ham Utd (6), Chelsea (4), Aston Villa (2), Leicester City (1) |
| Italia      | 11    | Fiorentina (7), Roma (4)                                           |
| Paesi Bassi | 5     | Feyenoord (5)                                                      |
| Grecia      | 4     | Olympiacos (4)                                                     |
| Spagna      | 3     | Betis (3)                                                          |
| Svizzera    | 2     | Basilea (2)                                                        |
| Francia     | 1     | Olympique Marsiglia (1)                                            |
| Belgio      | 1     | Club Bruges (1)                                                    |
| Rep. Ceca   | 1     | Viktoria Plzeň (1)                                                 |
| Slovenia    | 1     | Celje (1)                                                          |
| Polonia     | 1     | Jagiellonia (1)                                                    |
| Svezia      | 1     | Djurgården (1)                                                     |

### Classifica per nazionalità del giocatore
| Nazione     | Premi | Giocatori premiati                                                                                             |
| ----------- | ----- | --- |
| Inghilterra | 7     | Tammy Abraham, Tosin Adarabioyo, Jarrod Bowen, Kiernan Dewsbury-Hall, Cole Palmer, Declan Rice, Chris Smalling |
| Italia      | 4     | Cristiano Biraghi (2), Lorenzo Pellegrini, Pietro Terracciano                                                  |
| Brasile     | 3     | Lucas Paquetá, Dodô, Natan                                                                                     |
| Francia     | 3     | Alphonse Areola, Andy Diouf, Dimitri Payet                                                                     |
| Angola      | 2     | David Carmo, Afimico Pululu                                                                                    |
| Argentina   | 2     | Nicolás González, Enzo Fernández                                                                               |
| Giamaica    | 2     | Michail Antonio, Leon Bailey                                                                                   |
| Marocco     | 2     | Nayef Aguerd, Ayoub El Kaabi                                                                                   |
| Paesi Bassi | 2     | Lutsharel Geertruida, Tyrell Malacia                                                                           |
| Portogallo  | 2     | Rui Patrício, Daniel Podence                                                                                   |
| Austria     | 1     | Gernot Trauner                                                                                                 |
| Belgio      | 1     | Hans Vanaken                                                                                                   |
| Colombia    | 1     | Luis Sinisterra                                                                                                |
| Danimarca   | 1     | Filip Jørgensen                                                                                                |
| Germania    | 1     | Robin Gosens                                                                                                   |
| Grecia      | 1     | Kōstas Fortounīs                                                                                               |
| Nigeria     | 1     | Cyriel Dessers                                                                                                 |
| Norvegia    | 1     | Tokmac Nguen                                                                                                   |
| Rep. Ceca   | 1     | Robin Hranáč                                                                                                   |
| Scozia      | 1     | John McGinn |
| Senegal     | 1     | Youssouf Sabaly                                                                                                |
| Serbia      | 1     | Nikola Milenković                                                                                              |
| Slovenia    | 1     | Svit Sešlar |
| Spagna      | 1     | Isco |
| Svizzera    | 1     | Dan Ndoye |